# Veia cava inferior

Na anatomia humana, a veia cava inferior é a principal veia que transporta o sangue venoso do abdómen e dos membros inferiores para o coração. Forma-se a nível da quinta vértebra lombar através da junção das veias ilíacas comuns, e termina no átrio direito.
No caminho entre a cavidade abdominal e a cavidade torácica, passa pelo forame da veia cava até chegar ao coração.
Depois que a veia cava atravessa sua abertura no centro tendíneo do diafragma, tem um percurso intratorácico de 2 a 3 cm, antes de penetrar no átrio direito. No átrio, a VCI possui um óstio com uma válvula imperfeita.
Algumas vezes, a veia hepática direita, alguns ramos do nervo frênico direito e alguns vasos linfático (em seu trajeto até o fígado até os linfonodos frênicos médios e mediastinais) também atravessam o forame da veia cava no diafragma.